# Melrose Hill (Los Ángeles)
Melrose Hill es un pequeño vecindario en la ciudad de Los Ángeles, California. Se sitúa en un área de Hollywood, al lado del Hancock Park. Generalmente se incluye en Hollywood, no en el East Hollywood, el cual empieza al norte y este del 101 de Freeway. 

## Educación
Melrose Hill es una zona de colegios en Los Ángeles:
- Ramona Elementary School

- King Middle School

- John Marshall High School

La mayoría de los residentes en Melrose Hill mandan a sus hijos a colegios privados en San Fernando Valley y al centro de Los Ángeles.